# Mészáros Rezső
Mészáros Rezső (Makó, 1942. március 4. –) magyar geográfus, egyetemi tanár, a Magyar Tudományos Akadémia rendes tagja. A faluföldrajz neves kutatója. 1991 és 1994 között a József Attila Tudományegyetem Természettudományi Kar dékánja, 1994 és 2003 között a JATE és utódintézménye, a Szegedi Tudományegyetem rektora.

## Életpályája
1960-ban érettségizett, majd felvették a József Attila Tudományegyetem (ma: Szegedi Tudományegyetem) biológia–földrajz szakára, ahol 1965-ben szerezte meg biológia-földrajztudomány szakos középiskolai tanári diplomáját. Diplomájának megszerzése után a csanádpalotai általános iskolában vállalt tanári munkát, majd 1967 és 1974 között a KISZ Szeged Városi és Csongrád Megyei Bizottsága munkatársa volt. 1974-ben visszakerült a József Attila Tudományegyetemre, ahol a gazdaságföldrajzi tanszékének oktatója lett. 1981-ben kapta meg egyetemi docensi, 1990-ben egyetemi tanári kinevezését. 1991-ben az egyetem Természettudományi Karának dékánjává választották, majd 1994-ben az egyetemi rektori tisztével bízták meg. Vezetése alatt integrálódott a Szent-Györgyi Albert Orvostudományi Egyetem és a Juhász Gyula Tanárképző Főiskola az egyetembe és kapta a Szegedi Tudományegyetem nevet 2000-ben. Rektori tisztségét 2003-ig viselte. 1999 és 2001 között a Magyar Rektori Konferencia elnöke volt. 1999 és 2002 között Széchenyi professzori ösztöndíjjal kutatott. Oktatott tantárgyai az Alapismeretek az Európai Unióról, az EU regionális politikája, és a regionális társadalomföldrajz.
1980-ban védte meg a földrajztudományok kandidátusi értekezését, 1989-ben akadémiai doktori értekezését. Az MTA Szegedi Akadémiai Bizottságnak (SZAB), a Regionális Tudományos Bizottságának és a társadalomföldrajzzal foglalkozó Földrajzi I. Tudományos Bizottságának lett tagja, utóbbinak később elnökévé is választották. 1985 és 1992 között a SZAB titkára volt. 2001-ben a Magyar Tudományos Akadémia levelező, 2007-ben rendes tagjává választották.
Rendszeresen részt vesz hazai és nemzetközi konferenciákon, szakmai kapcsolatban van az osnabrücki, brémai, göttingeni, koppenhágai, turkui, hongkongi és a tokiói egyetem földrajzi tanszékével.

## Munkássága
Kutatási területe a regionális földrajz, a településföldrajz, a térbeli kapcsolatok, és a települések térbeli struktúrája; vizsgálja a kiberteret is.
A magyarországi geográfiatudományban az egyik első alkalmazója volt annak a módszernek, amelynek eredménye a falusi tér térkapcsolatainak felismerése és a térszerveződés mechanizmusának értelmezése volt. Fontos eredménye a településen belüli területi fejlődés megismeréséhez kialakított és felvázolt koncepciója volt, amelynek alapja a települési térkapcsolatok úgynevezett időföldrajzi megközelítése.
Több alkalommal kapott megbízást központi, megyei, illetve települési önkormányzati szervektől, regionális fejlesztésekkel kapcsolatban rendszeresen végez szakértői tevékenységet.

## Díjai, elismerései
- Pro Urbe Szeged (1999)
- A Magyar Köztársaság Elnökének Aranyérme (2000)
- Szeged díszpolgára (2002)
- A Magyar Köztársasági Érdemrend középkeresztje (2003)
- A temesvári Universitatea de Vest egyetem díszdoktora
- Aranydiploma (=Díszoklevél a Szegedi Tudományegyetemtől; 2015. szeptember 19.)[2]

## Főbb publikációi
- Effects of Industrialization on Economic and Social Changes in Village Areas of the South Hungarian Plain (Ann Arbor 1981)
- A falusi átalakulás alapvető térfolyamatai a Dél-Alföldön (Budapest, 1982)
- A világ mezőgazdasága és élelmezési helyzete (Budapest, 1985)
- The Spatial Order of Agriculture in Hungarian Rural Spaces (Hongkong, 1986)
- A térkapcsolatok értelmezésének néhány összefüggése (Budapest, 1989)
- Geographical Elements of Local Policy of Settlement (Jeruzsálem, 1992)
- A település térbelisége (Szeged, 1994)
- Role of Hungary in the Middle-Eastern European Migration (1997)
- Tudomány és regionalitás Magyarországon a 90-es években (társszerző, 1998)
- A társadalomföldrajz gondolatvilága (Szeged, 2000)
- A kibertér társadalomföldrajzi megközelítése (Magyar Tudomány, 2001. július)
- Kibertér. A földrajzi tudás új dimenziói (Szeged, 2001)